# 布伦丹·埃文斯
布伦丹·埃文斯（英語：Brendan Evans，1986年4月8日—）是一位美國職業網球運動員，2004年轉職業。

## 外部連結
- 布伦丹·埃文斯（英文/西班牙文）的官方資料
- 布伦丹·埃文斯的國際網球總會 職業／青少年 官方資料（英文）
- 布伦丹·埃文斯的官方資料（英文）